# کنتون (اوهایو)
کنتن (به انگلیسی: Kenton) یک شهر در ایالات متحده آمریکا است که در شهرستان هاردین، اوهایو واقع شده‌است. کنتن ۱۳٫۲۹ کیلومتر مربع مساحت و ۸٬۲۶۲ نفر جمعیت دارد و ۳۰۲ متر بالاتر از سطح دریا واقع شده‌است.